# Ondo City
Ondo City este un oraș din Nigeria.